# Salawati
Salawati ist mit einer Fläche von 1623 km² eine der vier Hauptinseln des Archipels von Raja Ampat vor der Küste Westneuguineas (Indonesien). 

## Geographie
Salawati ist im Osten des Archipels direkt der Vogelkopfhalbinsel Neuguineas vorgelagert, und von dieser durch die Sele-Straße getrennt, die eine geringste Breite von 1300 Metern aufweist. Vor der Nordküste Salawatis liegt die Insel Batanta und weiter nach Norden Waigeo und Gam. Westlich befindet sich die Insel Kofiau und südwestlich Misool. Der Norden der Insel gehört zum Regierungsbezirk Raja Ampat, der Süden zum Regierungsbezirk Sorong (beide Provinz Papua Barat Daya).
Die höchste Erhebung Salawatis ist rund 700 m hoch.